# Гарри, герцог Сассекский
Принц Генри, герцог Сассекский (англ. Prince Henry, Duke of Sussex; род. 15 сентября 1984, Паддингтон, Лондон, Великобритания), полное имя — Генри Чарльз Альберт Дэвид (англ. Henry Charles Albert David) — член британской королевской семьи, младший сын короля Карла III и принцессы Дианы, брат принца Уильяма. Внук королевы Елизаветы II и Филиппа, герцога Эдинбургского.
С раннего детства известен под семейным именем как принц Гарри (англ. Prince Harry), которое используется даже в официальных источниках. Является пятым в списке наследников британского престола. Женат с 2018 года на американской актрисе Меган Маркл, которая в 2019 году родила сына Арчи, а в 2021 году дочь Лилибет. В 2020 году Гарри и Меган сложили с себя обязанности, связанные с королевской семьёй, и переехали в США.

## Биография
Принц Гарри родился 15 сентября 1984 года в 16:20 в больнице Святой Марии в Паддингтоне, центральном районе Лондона. Крещение состоялось 21 декабря 1984 года в часовне святого Георгия в Виндзоре, причём церемонию провёл архиепископ Кентерберийский; младенец получил имя Генри Чарльз Альберт Дэвид.
Принцесса Диана настояла на том, чтобы её дети не обучались изолированно, а пошли в школу, где могли бы общаться со сверстниками. Сначала Гарри посещал детский сад г-жи Майнорс, в сентябре 1987 года отправился в школу Уэзерби в Лондоне, а с 1992 года присоединился к брату, принцу Уильяму, и стал учеником школы Ладгроув в Беркшире, где проучился следующие пять лет. 31 августа 1997 года, когда ему было 12 лет, в автокатастрофе в Париже погибла его мать принцесса Диана. На похоронах матери братья следовали за её гробом.
В возрасте 17 лет принц завоевал в британских СМИ репутацию «шального ребёнка» («wild child») из-за употребления марихуаны и спиртного. В сентябре 1998 года он поступил в Итонский колледж, который окончил в июне 2003 года с отрицательной оценкой по географии. Находясь затем в академическом отпуске в течение года, Гарри поехал в Австралию, затем несколько месяцев провёл в Африке, где снял документальный фильм The Forgotten Kingdom: Prince Harry in Lesotho о тяжёлой жизни сирот Лесото. Для деятельности лично им и младшим братом короля Лесото Летсие III принцем Сееисо (Seeiso Bereng Seeiso) в апреле 2006 года была основана благотворительная организация Sentebale — для помощи детям и подросткам страны.
В молодости принц Гарри увлекался регби и много играл, выступая на позициях полузащитника схватки (скрам-хава) и блуждающего полузащитника (флай-хава). По собственным словам, многочисленные травмы заставили его покинуть большой спорт, однако он и по настоящее время является покровителем Регбийного союза Англии.
В январе 2005 года принц спровоцировал скандал, появившись на костюмированной вечеринке в подобии формы Немецкого Африканского корпуса со свастикой на рукаве, за что был вынужден принести официальные извинения. Несмотря на протесты в связи с этим скандалом, в том же году был принят в Королевскую военную академию в Сандхерсте, где значился под условной фамилией Wales; успешно прошёл 44-недельный курс тренировок и в апреле 2006 года был зачислен в полк Blues and Royals Дворцовой кавалерии.
В конце апреля 2007 года было объявлено, что принц будет направлен на службу в Ирак, однако уже в мае было решено направить Гарри в Афганистан. В декабре 2007 — феврале 2008 года он нёс службу в провинции Гильменд в качестве авиационного наводчика.
16 апреля 2011 года ему было присвоено звание капитана Корпуса армейской авиации.
12 сентября 2011 года в лондонском офисе всемирной брокерской фирмы BGC Partners принц Гарри попробовал себя в роли брокера и установил мировой рекорд, закрыв самую крупную сделку в ходе ежегодных благотворительных торгов на 18 миллиардов евро между британским банком Barclays и европейским партнёром. Принц — не первый член королевской семьи, который принимает участие в ежегодных благотворительных торгах. Раньше телефонные торги проводили и его брат принц Уильям, и отец принц Чарльз.

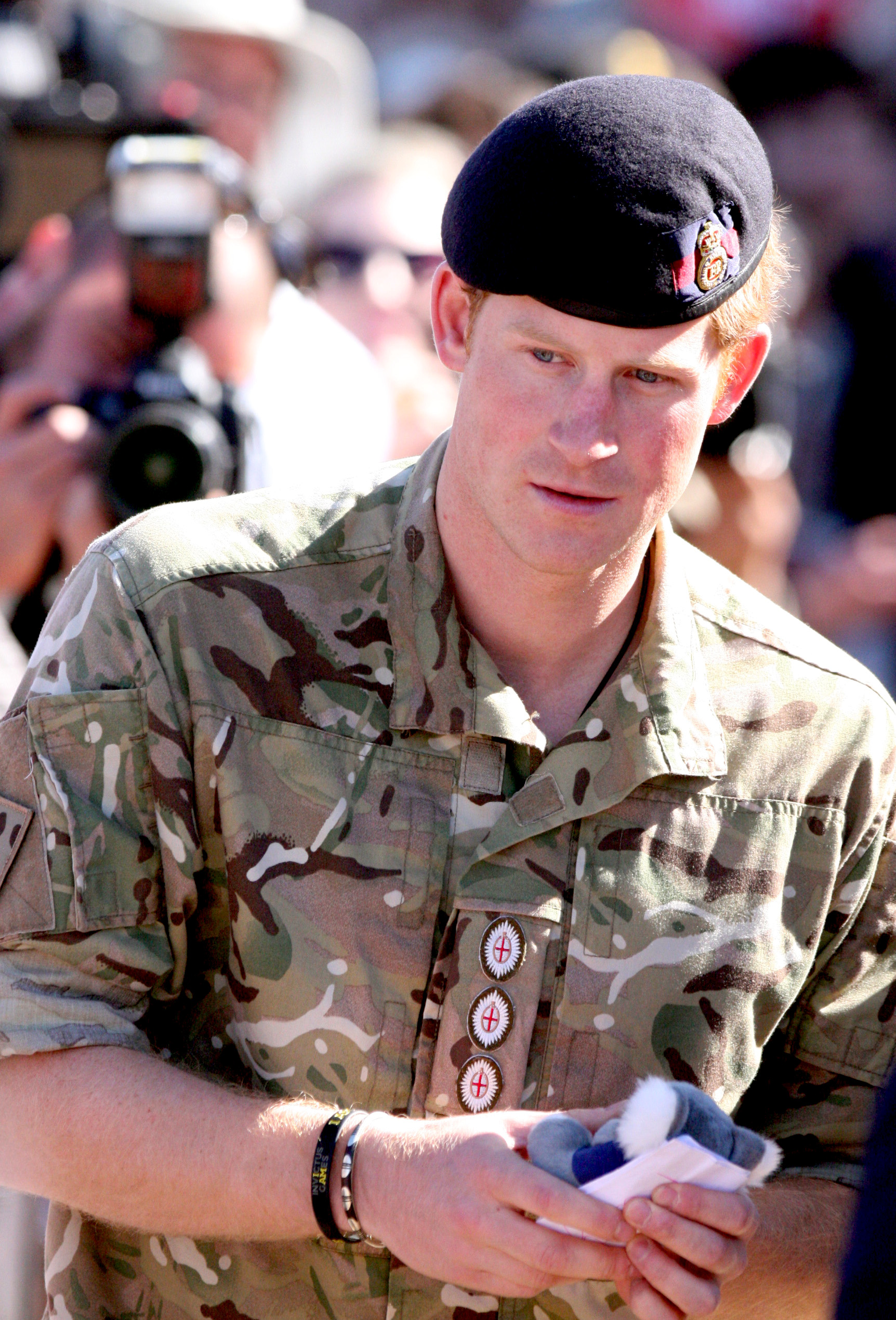
Принц Гарри в 2015 году

С 7 сентября 2012 по январь 2013 года находился в очередной служебной командировке на базе Кэмп Бастион на юге Афганистана, регулярно принимал участие в боевых операциях; согласно британским таблоидам, ссылавшимся на источники в окружении принца, рисковал своей жизнью для выполнения боевой задачи. 10 сентября того же года представитель движения Талибан Забихуллах Муджахид заявил агентству Рейтер, что движение предпринимает всё для него возможное в целях ликвидации принца любым способом. В декабре 2012 года британский таблоид сообщал со ссылкой на неофициальные анонимные источники на той же базе, что, управляя в конце октября вертолётом Apache, принц Гарри уничтожил одного из лидеров движения Талибан.
В 2018 году принц женился на американской актрисе Меган Маркл и в связи с этим получил титул герцога Сассекского. В январе 2020 года он и его жена заявили, что сложат с себя основные обязанности, связанные с королевской семьёй, и будут стремиться к финансовой независимости, а жить планируют на два дома — в Великобритании и в Канаде. С весны 2020 года они не используют свои титулы и не получают государственные средства. В июле 2020 года герцог и герцогиня обзавелись собственным домом в Санта-Барбаре (Калифорния).
В сентябре 2020 года Netflix заключил с Гарри и его женой соглашение о производстве документальных и художественных фильмов, а также детских программ, сумма которого оценивается в 150 млн долларов.
19 февраля 2021 года стало известно, что принц Гарри и его супруга окончательно отказались от обязанностей членов королевской семьи. Эту информацию подтвердили в Букингемском дворце.
23 марта 2021 года принц Гарри стал топ-менеджером американской стартап-компании по коучингу и душевному здоровью BetterUP. 24 марта стало известно, что принц Гарри вошёл в комиссию Аспенского института по борьбе с дезинформацией. Его пригласили как филантропа и основателя организации Archewell.
10 января 2023 года вышла книга мемуаров принца Гарри «Запасной», написанная совместно с журналистом Джоном Мёрингером.
В этой книге принц Гарри признался, что пробовал ряд наркотиков, в том числе кокаин и галлюциногенные грибы. Это грозило ему лишением вида на жительство в США, но в феврале 2025 года новый президент США Дональд Трамп заявил, что он против депортации принца Гарри из США.

## Личная жизнь

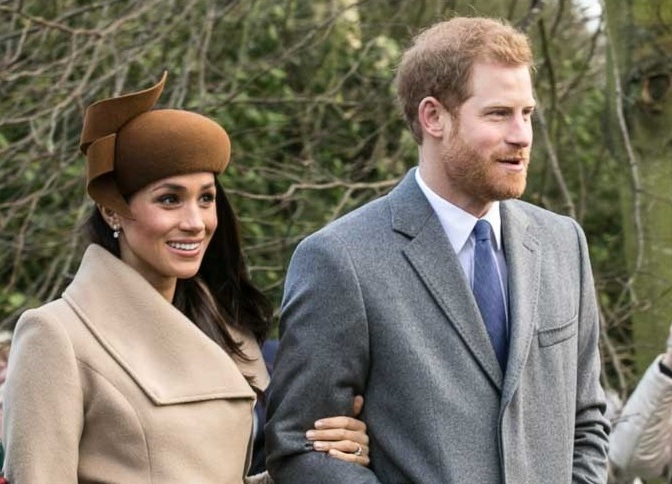
Принц Гарри и Меган Маркл в 2017 году.

### Отношения
С 2004 до января 2009 года Гарри имел романтические отношения с Челси Дэйви. В сентябре 2009 года, по сообщениям СМИ, возобновил отношения с Челси, однако через некоторое время они снова расстались. Челси была приглашена на свадьбу его брата принца Уильяма 29 апреля 2011 года в Лондоне, после чего заявила, что не готова стать женой принца — «такая жизнь не для меня».
С марта 2013 года принц Гарри встречался с Крессидой Бонас. Их роман начался ещё весной 2012 года, однако продлился он всего несколько месяцев. В 2013 году пара возобновила отношения. 30 апреля 2014 года было объявлено, что пара рассталась.

### Семья
В ноябре 2016 года в британских и американских СМИ появилась неподтверждённая информация о том, что принц с августа 2016 года встречается с американской актрисой и моделью Меган Маркл. Кенсингтонский дворец подтвердил 8 ноября информацию об отношениях принца, но упрекнул СМИ в «волне злоупотреблений и притеснений». Среди журналистских уток была и информация в июле 2017 года о том, что королева Великобритании Елизавета II не разрешала Гарри заводить семью с Меган Маркл.
27 ноября 2017 года стало известно о помолвке принца Гарри с Меган Маркл. Свадьба состоялась 19 мая 2018 года в часовне Святого Георгия в Виндзорском замке. На неё были приглашены более 1200 незнатных людей со всех уголков Великобритании.
6 мая 2019 года у принца Гарри и Меган Маркл родился сын, которого назвали Арчи Харрисон Маунтбеттен-Виндзор. Он стал седьмым в очереди на престол на момент рождения, после смерти Елизаветы II в 2022 году поднялся на шестое место.
4 июня 2021 года у пары родилась дочь Лилибет, восьмая в очереди престолонаследия на момент рождения.

## Титулы и обращения
До получения в день свадьбы самостоятельного герцогского титула принц Гарри пользовался титулованием «Уэльский» как сын принца Уэльского (His Royal Highness Prince Henry Charles Albert David of Wales). Однако Гарри не является обладателем титула «принц Уэльский», который принадлежит исключительно непосредственному наследнику британского престола — его брату Уильяму. В день свадьбы с Меган Маркл принцу Гарри присвоен титул герцога Сассекского, графа Дамбартона и барона Килкила.
- 1984—2018: Его Королевское Высочество принц Генри Уэльский
- с 2018: Его Королевское Высочество герцог Сассекский, граф Дамбартон, барон Килкил.

В связи с тем, что Гарри и его супруга сложили с себя обязанности старших членов королевской семьи, с апреля 2020 года он не использует предикат «Его Королевское Высочество», хотя формально он его не лишён, как произошло с его матерью принцессой Дианой после развода с принцем Чарльзом. Юридически при этом он остаётся принцем Соединённого Королевства и Королевским Высочеством и продолжает использовать титулы принца и герцога.

## Личный герб и награды
Как члену королевской семьи на восемнадцатилетие ему был пожалован личный герб, основанный на гербе монарха Соединённого Королевства.

### Блазон
Четверочастный щит: в первом и четвёртом поле герб Англии — три золотых леопарда с лазоревым вооружением в червлёном поле, во втором поле герб Шотландии — в золотом поле с червлёной двойной внутренней каймой, проросшей лилиями червлёный восстающий лев с лазоревым вооружением, в третьем поле герб Ирландии — золотая арфа с серебряными струнами в лазоревом поле. Поверх щита серебряное титло о трёх концах, обремененных червлёными раковинами-гребешками (эскалопом). Щит окружает символ Королевского Викторианского ордена степени Рыцаря-командора.
Щитодержатели: справа — британский, коронованный открытой короной детей наследника трона, лев c серебряным титлом (как в щите) на шее; слева — шотландский единорог с короной детей наследника трона и серебряным титлом (как в щите) на шее.
Щит коронован короной детей наследника трона с шапкой пэра внутри.
Нашлемник: золотой, коронованный открытой короной детей наследника трона, леопард с серебряным титлом (как в щите) на шее, стоящий на короне детей наследника трона.

### Награды
- Рыцарь-командор Королевского Викторианского ордена (4 июня 2015 года)[59]
- Медаль Золотого юбилея королевы Елизаветы II (2002 год).
- Медаль «За участие в военной кампании в Афганистане» (2008 год)[60]
- Медаль Бриллиантового юбилея королевы Елизаветы II (2012 год)
- Медаль NATO ISAF
- Командор 1 класса ордена Изабеллы Католической (Испания, 12 июля 2017 года)[61]
- Медаль Платинового юбилея королевы Елизаветы ll (2022)
- Коронационная медаль Карла lll (6 мая 2023)

## Воинские звания
- 13 апреля 2006 — корнет (второй лейтенант) Королевской конной гвардии
- 13 апреля 2008 — лейтенант Королевской конной гвардии
- 16 апреля 2011 — капитан Корпуса армейской авиации Британской Армии
- декабрь 2017 — генерал-капитан Королевской морской пехоты
- 14 мая 2018 — капитан 3-го ранга (Lieutenant commander) Королевских ВМС Великобритании
- 14 мая 2018 — майор Британской Армии
- 14 мая 2018 — майор (Squadron Leader) Королевских ВВС Великобритании

## Родословная
По своему происхождению Гарри имеет право претендовать и на Российский престол. По некоторым данным он является двадцатым в очереди наследования российского престола.

## Благотворительность
Основанный в 2020 году благотворительный фонд Меган Маркл и принца Гарри Archewell Foundation помогал в борьбе с пандемией и активно поддерживал движение Black Lives Matter. В 2022 году супругам вручили президентскую премию NAACP Image Award за «выдающиеся заслуги и достижения перед обществом».

## В культуре
8 декабря 2022 года вышел документальный сериал «Гарри и Меган», рассказывающий о герцоге и его жене.